# Union, progrès et démocratie
Union, progrès et démocratie (en espagnol : Unión, Progreso y Democracia ; UPyD, selon les statuts du parti, ou UPD) est un parti politique espagnol ayant existé de 2007 à 2020.
Rosa Díez —dans une interview journalistique avant l'inscription de UPyD au Registre des Partis Politiques et dans une interview télévisée postérieure en 2007— et Mikel Buesa —lors d'une présentation du parti en 2007— ont expliqué l'origine des trois concepts qui constituent le nom du parti : Union, pour sa défense inconditionnelle de l'unité de l'Espagne comme condition nécessaire à l'égalité devant la loi de tous les Espagnols. Progrès, parce qu'il s'agissait d'un parti progressiste de racines social-libérales et respectueux des libertés civiles et de la liberté de choix. Et Démocratie, parce que c'était un parti radical qui a lutté pour la régénération de la démocratie depuis l'intérieur des institutions,,,.
Rosa Díez, Fernando Savater, Carlos Martínez Gorriarán et Juan Luis Fabo se sont chargés de décider du nom du parti et de l'inscrire au registre des partis politiques. Ils ont choisi les concepts de « union, progrès et démocratie », selon les mots de Rosa Díez, « parce qu'il manquait un parti qui fasse la nécessaire pédagogie démocratique et défende sans complexe ces concepts en Espagne. Parce qu'en effet, l'union entre les Espagnols fait défaut, les politiques progressistes manquent et il y a encore beaucoup de chemin à parcourir pour parvenir à une démocratie de qualité ».

## Histoire

### Origines
Le samedi 19 mai 2007, 45 personnes se sont réunies à San Sebastián dans le but de débattre sur le besoin et la possibilité de créer un nouveau parti politique pour faire face aux deux principaux partis politiques nationaux, le Parti populaire (PP) et le Parti socialiste ouvrier espagnol (PSOE). Dans cette réunion, beaucoup des participants étaient des Basques, la plupart avec une longue expérience dans des organisations politiques, syndicales et civiques, et dans de nombreux cas provenant de la gauche, mais aussi de la tradition libérale et citoyenne. Après cette rencontre, ils prennent la décision de lancer un nouveau projet politique national.
Pour ce faire, ils créent une association, Plataforma Pro. Des colloques ont eu lieu partout en Espagne pour présenter le projet, en exposant les objectifs du parti à créer, dont les principaux étaient :
- la lutte contre l'Euskadi ta Askatasuna (ETA) et n’importe quel type de terrorisme ;
- la régénération démocratique en Espagne ;
- l'opposition au « nationalisme obligatoire » ;
- la réforme de la Constitution Espagnole, dans le but de renforcer les libertés des citoyens et son égalité (indépendamment de la Communauté Autonome de résidence).

Parmi les membres ou collaborateurs de la plateforme se trouvaient notamment : le philosophe Fernando Savater, le porte-parole de « ¡Basta Ya! », Carlos Martínez Gorriarán, ou l’eurodéputée Rosa Díez, qui annonce en août sa renonce au siège au Parlement européen ainsi que l'abandon des files du PSOE pour se dédier pleinement au projet.
Parmi les autres groupes qui ont manifesté leur soutien à la Plataforma Pro, on trouvait l’association Ciutadans de Catalunya, spécialement ses membres Albert Boadella, Arcadi Espada et Xavier Pericay (es), ainsi que l’initiative citoyenne ¡Basta Ya!. De même, une cinquantaine de membres de Socialistas en Positivo (un courant critique du PSC) ont aussi rejoint le projet.
Mi-septembre 2007, le président du Foro de Ermua, Mikel Buesa, annonce son intention de participer au parti politique issu de la Plataforma Pro.
Finalement, le 29 septembre 2007, dans le théâtre-auditorium de la Casa de Campo, à Madrid, a eu lieu l’acte public de constitution du parti.
D'autres personnalités qui rejoignent le parti ultérieurement sont : l’écrivain Álvaro Pombo et le sportif Álvaro de Marichalar.

### Évolution
Son inscription au ministère de l’Intérieur a eu lieu le 26 septembre 2007. Parmi ses fondateurs se trouvent : Rosa Díez, ex-eurodéputée socialiste ; Mikel Buesa, ex-président du Foro de Ermua et les philosophes Carlos Martínez Gorriarán et Fernando Savater. Ils ont aussi reçu le soutien du prix Nobel de littérature Mario Vargas Llosa et du dramaturge Albert Boadella.
Aux élections législatives de 2008, le parti a obtenu une seule députée, représentant la circonscription de Madrid, Rosa Díez, porte-parole du parti, avec 306 079 voix, soit la sixième force politique en Espagne. Il a obtenu un siège au Parlement du Pays basque dans les législatives autonomiques de 2009, ainsi qu’un eurodéputé dans les européennes, aussi en 2009.
Lors des municipales de 2011, le parti est devenu le cinquième parti recueillant le plus de votes (le quatrième des partis non nationalistes périphériques), avec un résultat de 152 conseillers municipaux. Aux législatives de 2011, le parti arrive en quatrième place par nombre de voix, mais en sixième par nombre de députés, avec cinq sièges au Congrès des députés, après avoir obtenu plus d'un million de voix, et avoir été le parti avec la plus forte croissance depuis les dernières élections,,.
Une nouvelle enquête parue sur El País, en 2013, a donné à l'UPyD, un résultat estimé de 13,7 % des voix si les élections avaient eu lieu ce jour-là.

## Idéologie
(juillet 2016).
Le contenu est difficilement compréhensible vu les erreurs de traduction, qui sont peut-être dues à l'utilisation d'un logiciel de traduction automatique.
Idéologiquement, l'UPyD se définit comme non nationaliste, transversal, laïque, progressiste, et défenseur d’un modèle fédéraliste en Espagne et en Europe. Son idéologie est aussi fondée sur la régénération démocratique, la démocratie libérale et la citoyenneté comme lien entre l’État avec ses citoyens. Le parti défend donc l'État de droit, laïcité religieuse, idéologique, et d’identité de chaque personne, d’une façon radicale et démocrate-progressiste pour que tous les citoyens soient sur un même pied d’égalité.
Certains moyens de communication et groupes politiques définissent l'UPyD comme un parti centraliste, en raison de ses propositions de dévolution de certaines compétences au gouvernement central, notamment les politiques de santé ou d’éducation. Ces groupes qualifient le parti d’« espagnoliste »,, fondant cette affirmation sur la proposition d’éliminer de la Constitution Espagnole les références aux nationalités historiques d’Espagne et la protection des langues régionales, dont leur utilisation par certains gouvernements régionaux, que l'UPyD considère comme un « facteur de discrimination ». UPyD insiste sur le fait que les citoyens doivent choisir leur langue, sans politiques actives de protection de la langue (considérées comme des « impositions »).
Cependant, l'UPyD plaide pour un modèle décentralisé, de style fédéral coopératif et symétrique. Il défend en outre la cession de compétences à l’Union européenne, ainsi qu’une Europe fédérale. D’autre part, le parti propose que, dans les communautés autonomes bilingues, les citoyens puissent choisir librement la langue officielle dans laquelle ils veulent être entendus et traités par l’administration, ainsi que d’assurer la connaissance des deux langues tout au long du parcours éducatif. Il s'oppose au système catalan d’immersion linguistique obligatoire dans l'enseignement public vu que le castillan n'est enseigné que trois heures par semaine. Par ailleurs dans les universités certains professeurs donnent leurs cours en catalan, ce qui empêche des Espagnols qui ne connaissent pas le catalan d'aller étudier en Catalogne.
L'UPyD considère également qu’il faut avancer vers un processus constituant de réforme de l’État, où il faudra réorganiser les compétences des différents niveaux administratifs, assurant des droits fondamentaux équivalents à tous les citoyens espagnols sans considération du lieu où ils habitent. Il estime aussi qu’il faut « donner un sens au gouvernement central », pour qu’il soit plus efficace et plus efficient. Aussi le parti a-t-il affirmé dans son premier congrès que l’unité nationale doit être comprise en termes de patriotisme constitutionnel, par opposition à des conceptions nationalistes, ethniques ou mythiques. Certains médias britanniques, comme le  Financial Times et The Economist ont qualifié l'UPyD comme un parti de centre.
Idéologiquement, l'UPyD ne se définit pas comme de gauche ou de droite. Le parti déclare tout au début de son Manifeste fondateur :

« Être considérés comme de gauche ou de droite ne nous paraît pas le problème, même si on s’apitoie cordialement sur ceux qui n’ont pas d’autres arguments pour disqualifier l’adversaire […], nous préférons parler de progressisme au lieu de gauche ou droite. Etre progressiste, c’est lutter contre les tyrannies qui humilient la démocratie formelle, ainsi que contre la misère et l’ignorance qui font impossible la démocratie matérielle. Et ni les actuels partis de gauche, ni ceux de droite n’ont le monopole du progressisme, même si les deux traditions politiques y ont contribué. Nous aimerions être capables de profiter les éléments positifs des uns et des autres, mais sans assumer les préjudices réactionnaires qui existent dans les deux champs. »

Idéologiquement, l’UPyD ne se définit comme de gauche o de droite. L’UPyD se définit comme un parti progressiste, au-delà des étiquettes idéologiques. Le parti est englobé dans le terme utilisé depuis les dernières années « transversalité » : un parti qui veut rejoindre dans son sein des concepts et des idées des deux courants politiques principaux.
Selon les déclarations de la porte-parole Rosa Díez, le parti est « progressiste et transversal : il a gauchistes et personnes de la droite libérale ». Ils affirment avoir comme signes d’identité additionnels le « constitutionnalisme, et sa défense, comme défense de l’État de Droit espagnol, sous la protection de la Constitution espagnole de 1978 ; le laïcisme, comme défense d’un État neutre vis-à-vis des croyances, dans lequel aucune confession religieuse ou identitaire n'a de privilèges ; et le « non nationalisme », comme refus et lutte contre la prévalence des partis nationalistes périphériques et séparatistes dans le système politique espagnol. Face à ceux-là, Rosa Díez définit l’UPyD comme un parti « manifestement national, avec un seul projet pour l’ensemble de l’Espagne ».
Ses propositions principales, selon le parti, sont :
1. Réforme de la Constitution espagnole de 1978, surtout sur trois points :
  1. Clôture du modèle autonomique : étant donné que dans la constitution ne sont pas spécifiées les compétences de l'État et des communautés autonomes, les compétences se modifient avec le temps, avec certains effets pervers, principalement des différences des droits citoyens envers l'administration ou l'usage politique de l'éducation. UPyD veut une claire délimitation des compétences de l'État, et de celles des communautés autonomes (par le passé, des compétences ont été échangées contre des voix des partis nationalistes à l'assemblée nationale). En ce qui a trait au régime foral en vigueur dans le Pays basque et la Navarre, l'UPyD plaide pour sa suppression et l'établissement d'un modèle fiscal commun pour toutes les communautés autonomes.
  2. Amélioration et renforcement des droits et obligations individuelles, en les définissant comme totalement pareils pour tous les citoyens du pays, sans inégalités territoriales, linguistiques, idéologiques ou religieuses. L'unité de la nation espagnole est le seul instrument capable de garantir l'égalité de tous les citoyens.
  3. Amélioration de la séparation des pouvoirs, renforçant l'autonomie du pouvoir judiciaire par rapport au exécutif et au législatif ; consolidation du système judiciaire dans tout le pays ; recherche de méthodes pour garantir l'indépendance et la professionnalité des Tribunaux et des institutions régulatrices au caractère économique, en éliminant leur dépendance du pouvoir exécutif.
2. Rendre effective la laïcité de l'État.
3. Réforme de la loi électorale, avec révision des circonscriptions électorales, et conséquemment de la distribution des sièges entre tous les partis politiques, que ce soit le (PP, le PSOE) ou les partis nationalistes.
4. Renforcer et promouvoir la qualité de l'enseignement public, en promouvant le laïcisme, en luttant contre le fanatisme et l'ignorance, et en promouvant la recherche scientifique. L'UPyD propose aussi des améliorations en matière de scolarisation dans la langue maternelle, et la normalité de la prévalence de la langue commune (l'espagnol) sur les langues régionales ; même si ces langues doivent être reconnues, protégées et employées dans certaines régions pour garantir le bilinguisme là où il existe, l'UPyD refuse l'imposition de l'une par l'administration.
5. Des mesures de régénération démocratique : la possibilité d'introduire un système électoral de listes ouvertes, l'élection directe des postes personnels principaux (présidence, nationale et autonomique, ou mairies), limitation des mandats, et des incompatibilités entre l'exercice d'un poste public et des affaires privés. Aussi des mesures qui rendent plus transparent le financement des partis politiques et améliorent l'indépendance par rapport aux grands pouvoirs économiques.
6. Des mesures pour combattre le terrorisme, avec l'objectif principal de la défaite de l'ETA et les autres organisations terroristes, en combattant ses actes violents, la persécution de leur financement et empêchant sa justification politique et idéologique.
7. Des mesures économiques et sociales qui promeuvent le développement et la compétitivité de l'économie espagnole, en corrigeant les inégalités. L'État doit améliorer l'éducation, la formation et la sécurité des travailleurs, faire la dotation nécessaire d'infrastructures, favoriser la recherche et l'innovation des entreprises, et garantir la liberté économique et la compétence.
8. Une politique internationale sensible aux conséquences de la mondialisation et de l'intégration mondiale, tenant compte du phénomène de l'immigration, pour réussir le progrès de l'humanité et le libre développement de la civilisation et des principes démocratiques universaux dans tout le monde ; le renforcement de l'Union européenne doit être aussi favorisé.
9. Des mesures rationnelles de politique environnementale qui rendent compatibles le développement économique et technologique avec la protection de l'environnement et la biodiversité.

### Soutiens
Depuis qu'il a été fondé, l'UPyD a reçu le soutien de personnalités comme de collectifs, de journalistes et de membres de l'activisme citoyen de l'Espagne. Plusieurs d'entre les promoteurs de l'UPyD sont des membres de ¡Basta ya!, comme Rosa Díez, les philosophes Fernando Savater et Carlos Martínez Gorriarán.
Le parti a aussi reçu le soutien d'autres organisations, comme Ciutadans de Catalunya, notamment de ses membres Albert Boadella, Arcadi Espada (membre aussi de ¡Basta Ya!), Teresa Giménez Barbat o Félix Pérez Romera (ce dernier a abandonné le parti peu après),,.
Des membres célèbres du Foro de Ermua ont manifesté leur soutien au parti, y compris l'ex-président Vidal de Nicolás, le syndicaliste Tomás Tueros, le sculpteur Agustín Ibarrola, Rubén Múgica (porte-parole du Foro de Ermua et fils de Fernando Múgica, assassiné par l'ETA) et Mikel Buesa (lequel abandonnerait le parti en 2009).
Depuis le monde de la politique, l'UPyD a été soutenu par l'ex-député du PSOE Carlos Zayas, l'ex-consul général de l'Espagne à Genève et ex-ambassadeur en Finlande Antonio García Abad, et l'ex-responsable des minorités ethniques de l'Institut de la Femme de Madrid Pilar Heredia (même si celle-ci a rejoint les abandons qui ont suivi le Congrès de 2009) et l'ex-secrétaire général de CCOO José María Fidalgo. Le leader d'extrême droite Ricardo Sáenz de Ynestrillas a aussi montré son soutien à l'UPyD, puisque selon lui, l'UPyD serait le parti le plus semblable au « vrai falangisme »
Début juillet 2010, le parti a annoncé l'adhésion de l'ex-maire d'Alcobendas José Caballero, après 24 ans dans le poste pour le PSOE.
D'autres personnalités qui ont montré leur soutien sont, par exemple, le professeur de Science politique à l'Université Complutense de Madrid Antonio Elorza, le professeur de Philosophie Politique et Moral à l'Université du Pays basque Aurelio Arteta (celui-ci comme candidat par la Navarre au Congrès des Députés dans les législatives de 2008), le professeur de Droit Administratif à l'Université de León Francisco Sosa Wagner (élu eurodéputé aux européennes de 2009), l'écrivain péruvien Fernando Iwasaki, l'écrivain et académique Álvaro Pombo (tête de liste au Sénat en 2008), les acteurs Toni Cantó (élu député aux législatives de 2011), Miguel Hermoso, Ignasi Vidal, le peindre Rafael Canogar (qui a donné une de ses œuvres pour le financement de la campagne des européennes de 2009) et la journaliste Irene Lozano (élue députée aux législatives de 2011). Également les écrivains Rosa Montero et Fernando Sánchez Dragó ont montré leur soutien à Rosa Díez. L'hymne du parti est une œuvre du compositeur Sabino Méndez, ex-membre de Loquillo y Trogloditas.
Des sources de l'UPyD ont annoncé le soutien de l'écrivain et académique Antonio Muñoz Molina, qui a démenti cette affirmation.
Le journaliste et humoriste Javier Capitán a participé dans l'acte d'inauguration de la campagne électorale pour les législatives de 2011, au même temps que le Prix Planeta Javier Moro a manifesté son intention de voter pour l'UPyD dans les dites élections.
Pour ces mêmes élections, le Prix Nobel de Littérature Mario Vargas Llosa, a écrit un article d'opinion dans le journal El País annonçant son intention de voter pour l'UPyD. Das cet article il a demandé le vote pour la formation politique, tout en qualifiant Rosa Díez de « politicienne aux convictions »,.
Des semaines après la convocation anticipée d'élections régionales au Pays basque en 2012, Consuelo Ordóñez, la sœur de l'assassiné par l'ETA Gregorio Ordóñez, a intervenu dans l'acte de présentation des candidats de l'UPyD et a demandé le vote pour la candidature présentée par Gorka Maneiro à la Lehendakaritza pour que« la voix des victimes du terrorisme soit entendue dans le Parlement Basque ».

### Controverse
Depuis sa fondation, le parti a suscité des controverses et des critiques.
Le politologue Ignacio Sánchez-Cuenca, professeur de Sociologie à l'Université Complutense de Madrid, a affirmé que l'UPyD veut combattre «les nationalismes basque et catalan non avec des arguments, mais avec une bonne dose de nationalisme espagnol», il lui a reproché son idéologie « centraliste » ou qu'ils veulent supprimer la présence des partis nationalistes périphériques au Congrès des Députés, ce qui, d'après lui, signifierait «sacrifier les éléments les plus essentiels de notre démocratie ». Sánchez-Cuenca conclut: « au parti de Díez et Savater, leur marchandise idéologique semble clairement abîmée ». Ces critiques ont été refusées par Carlos Martínez Gorriarán, qui les a attribuées à la «tergiversation» et à «la attribution (à l'UPyD) très facile de ce qui il aimerait que notre parti disait, et pas ce que l'on dit vraiment».
Le journaliste Javier Ortiz, décédé en 2009, cofondateur du journal El Mundo, tête de la page d'opinion entre 1992 et 2000, organisateur de El Mundo del País Vasco et, jusqu'à son décès, chroniqueur du journal Público, s'est auto-défini comme fédéraliste et a affirmé que l'UPyD était une initiative «nationaliste espagnole». Depuis, le Parti Populaire, Ignacio González, même en admettant son soutien en matière de politique anti-terroriste et d'intégrité territoriale, a placé l'UPyD dans l'extrême gauche dans toutes les autres matières, en même temps que Gotzone Mora, qui après avoir été sur les listes du PSE-EE a demandé de voter pour le Parti Populaire, a affirmé que « les postulats de l'UPyD sont déjà défendus par le PP » et a accusé l'UPyD de servir aux intérêts du PSOE.
L'UPyD a été aussi qualifié comme populiste à cause du discours, des actes et du rôle personnel de leur leader, ce qui a été contesté par le parti.
D'autre part, l'UPyD a trouvé des sympathisants dans les extrêmes du spectre politique, comme la Falange Auténtica ou la Unificación Comunista de España.
La Fédération nationale des lesbiennes, gays, transsexuels et bisexuels a expulsé l'UPyD de la Gay Pride en 2009, car le parti n'avait pas voté pour une résolution pour que la Lituanie réforme la loi qui criminalise l'homosexualité et la bisexualité. Le parti a riposté que leur parlementaire s'était trompé de bouton lors du votate, et tout de suite, a initié les procédures nécessaires pour manifester son soutien à la résolution. L'association du collectif homosexuel COLEGAS s'est montrée contre cette expulsion puisqu'elle considérait la décision comme propre des « inquisiteurs roses ». En tout cas, l'UPyD a pris position en faveur du mariage entre personnes de même sexe et de la loi en vigueur en Espagne, et a participé aux célébrations du Gay Pride dans les villes espagnoles, y compris, à Madrid, où même Rosa Díez a participé. Il a aussi demandé au PP de retirer le recours présenté auprès du Tribunal Constitutionnel pour l'abrogation de la loi autorisant le mariage homosexuel.

## Organisation
Le parti est organisé autour de quatre organes de gouvernement et des commissions auxiliaires.

### Congrès
C'est l'organe souverain du parti, il est convoqué avec une périodicité ordinaire de trois à quatre ans, ou de façon extraordinaire par accord du Conseil de direction. Tous les militants de l'UPyD peuvent formuler des amendements et postuler comme délégués sans besoin d'un aval. Les membres du Conseil de direction sont délégués de plein droit, les autres, jusqu'à un maximum de cinq cents, sont élus grâce à des élections internes ; le nombre de délégués correspondant à chaque circonscription est désigné en fonction du nombre de militants qu'elle a. Le congrès définit les objectifs du parti, approuve les modifications statutaires, évalue la gestion des organes directifs du parti et élit les nouveaux membres des différents organes, sauf le Conseil de direction qui est élu par tous les militants.

### Conseil de Direction
C'est le plus haut organe de direction politique du parti entre les congrès. Il est formé par le porte-parole et vingt autres membres, élus par tous les militants grâce à des candidatures complètes et fermées. Tous les militants peuvent y postuler sans besoin des avals ni des quotes-parts territoriales. La porte-parole du parti est Rosa Díez.

### Conseil politique
C'est un organe de délibération politique chargé du contrôle du reste d'organes du parti, et aussi de ses représentants publics. Il est conformé par 150 membres, dont 110 élus par les délégués au Congrès, les 21 membres du Conseil de direction et les 19 coordinateurs territoriales. Tout militant peut y postuler sans besoin d'avals ni de quotes-parts territoriales. Tout militant peut proposer au Conseil Politique de débattre de questions concernant la politique générale, l'intérêt général et l'actualité sur desquelles le parti ne s'est pas prononcé auparavant.

### Regroupements territoriaux
Il y a un regroupement territorial dans chaque communauté autonome et dans chacune des villes autonomes (Ceuta et Melilla).

### Organes de contrôle et garanties

#### Bureau de contrôle des bonnes pratiques
C'est un organe auxiliaire du Conseil politique. Il est composé par cinq membres du Conseil politique, et il est chargé du contrôle de l'activité des représentants publics et organiques du parti, la vérification du respect du Code des bonnes pratiques publiques du parti.

#### Commission des garanties
Elle est chargée de garantir les droits des militants et la résolution des recours disciplinaires. Elle est composée par trois membres, élus par les délégués du Congrès du parti. Tout militant ayant plus de deux ans de militance peut se porter candidat à un poste. Les membres de la Commission des garanties ne peuvent pas être membre de tout autre organe du parti.

#### Commission des finances
Elle est chargée de superviser la gestion économique du parti, la comptabilité et l'administration des moyens matériels du parti. Elle est composée par trois membres élus de la même façon que ceux de la commission de garanties. Les membres de la Commission de Finances ne peuvent pas être part de n'importe quel autre organe du parti.

#### Commission électorale
Elle est chargée du contrôle du développement des processus électoraux internes. Elle est formée par sept membres, dont trois élus par le Conseil de Direction et quatre élus par les délégués du Congrès du parti.

### Fondation progrès et démocratie
Le 18 février 2009, le parti a annoncé la création de la Fondation progrès et démocratie, dont la direction est formée par les membres du conseil de direction du parti, et présidée par Rosa Díez. Elle a pour but de soutenir l'activité du parti, promouvoir le débat politique, former des personnes dans ce domaine, susciter l'élaboration de projets et impulser la recherche dans des divers champs. Ses études et publications se sont concentrés sur la régénération démocratique espagnole, le développement de la démocratie dans l'Amérique Latine, la résolution de conflits où l'Espagne a quelque chose à apporter (Cuba, le Sahara occidental) et la recherche de l'efficience administrative de la nation à tous les niveaux.

### Financement
L'UPyD veut se financier majoritairement avec les contributions de ses membres. Le reste de son financement provient de donations, subventions institutionnelles et de prêts bancaires.
Le 13 décembre 2007, l'UPyD a donné une conférence de presse où elle a affirmé être victime d'un traitement d'« inégalité évidente » de la part de la banque espagnole, qu'ils ont accusée de leur refuser les crédits demandés, alors qu'elle faisait d'importantes remises de dette aux autres partis. Dans ce contexte, le parti a expliqué que jusqu'à ce moment-là l'UPyD finançait ses activités grâce aux contributions des militants et de petites donations, mais a reconnu que le parti « ne pouvait pas continuer comme ça » et faire face à la campagne électorale avec des tels moyens.

## Dirigeants
- Rosa Díez (2007-2015) ;
- Andrés Herzog (2015-2016)[76] ;
- Gorka Maneiro (en) (2016-2017).
- Cristiano Brown (depuis 2017).

## Résultats électoraux

### Élections générales
| Année | Congrès   | Congrès | Congrès | Congrès | Sénat   |
| Année | Voix      | %       | Mandats | Rang    | Mandats |
| ----- | --------- | ------- | ------- | ------- | ------- |
| 2008  | 306 079   | 1,19    | 1 / 350 | 6e      | 0 / 208 |
| 2011  | 1 143 225 | 4,70    | 5 / 350 | 4e      | 0 / 208 |
| 2015  | 155 153   | 0,62    | 0 / 350 | 11e     | 0 / 208 |
| 2016  | 50 247    | 0,21    | 0 / 350 | 12e     | 0 / 208 |

### Élections européennes
| Année | Voix      | %    | Mandats | Tête de liste         | Groupe |
| ----- | --------- | ---- | ------- | --------------------- | ------ |
| 2009  | 451 866   | 2,85 | 1 / 54  | Francisco Sosa Wagner | NI     |
| 2014  | 1 022 232 | 6,51 | 4 / 54  | Francisco Sosa Wagner | ADLE   |

En 2015, deux des quatre députés européens (Fernando Maura Barandiarán et Enrique Calvet Chambon) sont exclus du parti. Fernando Maura est remplacé par Teresa Giménez Barbat en novembre 2015 mais celle-ci quitte UPyD pour rejoindre Ciudadanos deux semaines après son entrée au Parlement européen. En avril 2016, une troisième élue du parti, Beatriz Becerra Basterrechea, quitte le parti. Depuis, UPyD ne compte plus qu'une députée européenne : Maite Pagazaurtundua.

### Élections municipales
| Date | Voix    | %    | Sièges       | Leader    |
| ---- | ------- | ---- | ------------ | --------- |
| 2011 | 464 824 | 2,06 | 152 / 68 286 | Rosa Díez |
| 2015 | 232 478 | 1,04 | 128 / 67 611 | Rosa Díez |

### Communautés et villes autonomes
| Année | AND      | ARA      | AST      | BAL      | BSQ      | CNR      | CTB      | CLM      | CEL      | CAT      | EST      | GAL      | MAD      | MUR      | NAV      | RIO      | VAL      | CEU | MEL |
| ----- | -------- | -------- | -------- | -------- | -------- | -------- | -------- | -------- | -------- | -------- | -------- | -------- | -------- | -------- | -------- | -------- | -------- | --- | --- |
| 2008  | 0,62 (0) |          |          |          |          |          |          |          |          |          |          |          |          |          |          |          |          |     |     |
| 2009  | 0,62 (0) | 1,91 (1) | 1,41 (0) |          |          |          |          |          |          |          |          |          |          |          |          |          |          |     |     |
| 2010  | 0,62 (0) | 1,91 (1) | 1,41 (0) | 0,40 (0) |          |          |          |          |          |          |          |          |          |          |          |          |          |     |     |
| 2011  | 0,62 (0) | 1,91 (1) | 1,41 (0) | 0,40 (0) | 2,27 (0) | 2,44 (0) | 2,08 (0) | 1,00 (0) | 1,72 (0) | 1,75 (0) | 3,28 (0) | 1,06 (0) | 6,47 (8) | 4,50 (0) | 0,68 (0) | 3,56 (0) | 2,48 (0) |     |     |
| 2012  | 3,35 (0) | 3,74 (1) | 2,15 (1) | 0,40 (0) | 2,27 (0) | 1,48 (0) | 2,08 (0) | 1,00 (0) | 1,72 (0) | 1,75 (0) | 3,28 (0) | 1,06 (0) | 6,47 (8) | 4,50 (0) | 0,68 (0) | 3,56 (0) | 2,48 (0) |     |     |
| 2013  | 3,35 (0) | 3,74 (1) | 2,15 (1) | 0,40 (0) | 2,27 (0) | 1,48 (0) | 2,08 (0) | 1,00 (0) | 1,72 (0) | 1,75 (0) | 3,28 (0) | 1,06 (0) | 6,47 (8) | 4,50 (0) | 0,68 (0) | 3,56 (0) | 2,48 (0) |     |     |
| 2014  | 3,35 (0) | 3,74 (1) | 2,15 (1) | 0,40 (0) | 2,27 (0) | 1,48 (0) | 2,08 (0) | 1,00 (0) | 1,72 (0) | 1,75 (0) | 3,28 (0) | 1,06 (0) | 6,47 (8) | 4,50 (0) | 0,68 (0) | 3,56 (0) | 2,48 (0) |     |     |
| 2015  | 1,93 (0) | 0,85 (0) | 2,15 (1) | 0,80 (0) | 0,90 (0) | 1,48 (0) | 0,85 (0) | 0,72 (0) | 0,99 (0) | 1,44 (0) | 0,62 (0) | 2,04 (0) | 1,62 (0) | 0,51 (0) | 1,23 (0) | 1,16 (0) |          |     |     |
| 2016  | 1,93 (0) | 0,85 (0) |          | 0,80 (0) | 0,90 (0) |          | 0,85 (0) | 0,72 (0) | 0,99 (0) | 1,44 (0) | 0,62 (0) | 2,04 (0) | 1,62 (0) | 0,51 (0) | 1,23 (0) | 1,16 (0) |          |     |     |